# Team Tvis Holstebro

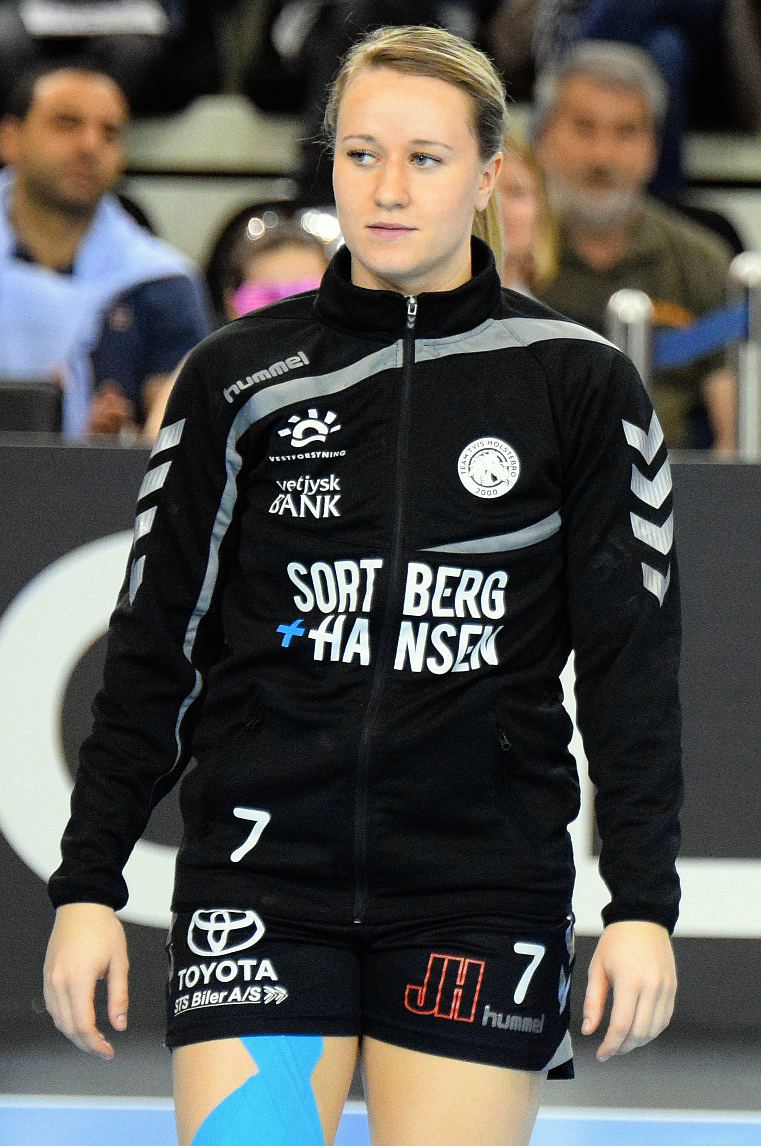
Stine Andersen No dia 03 de abril de 2016 durante a primeira mão da meia-final da Taça dos Vencedores das Taças de Andebol Issy Paris Hand / Team Tvis Holstebro

O Team Tvis Holstebro é um clube de handebol sediado em Holstebro, Dinamarca. Atualmente compete na Campeonato Dinamarquês de Handebol Masculino.